# Rūdninkai

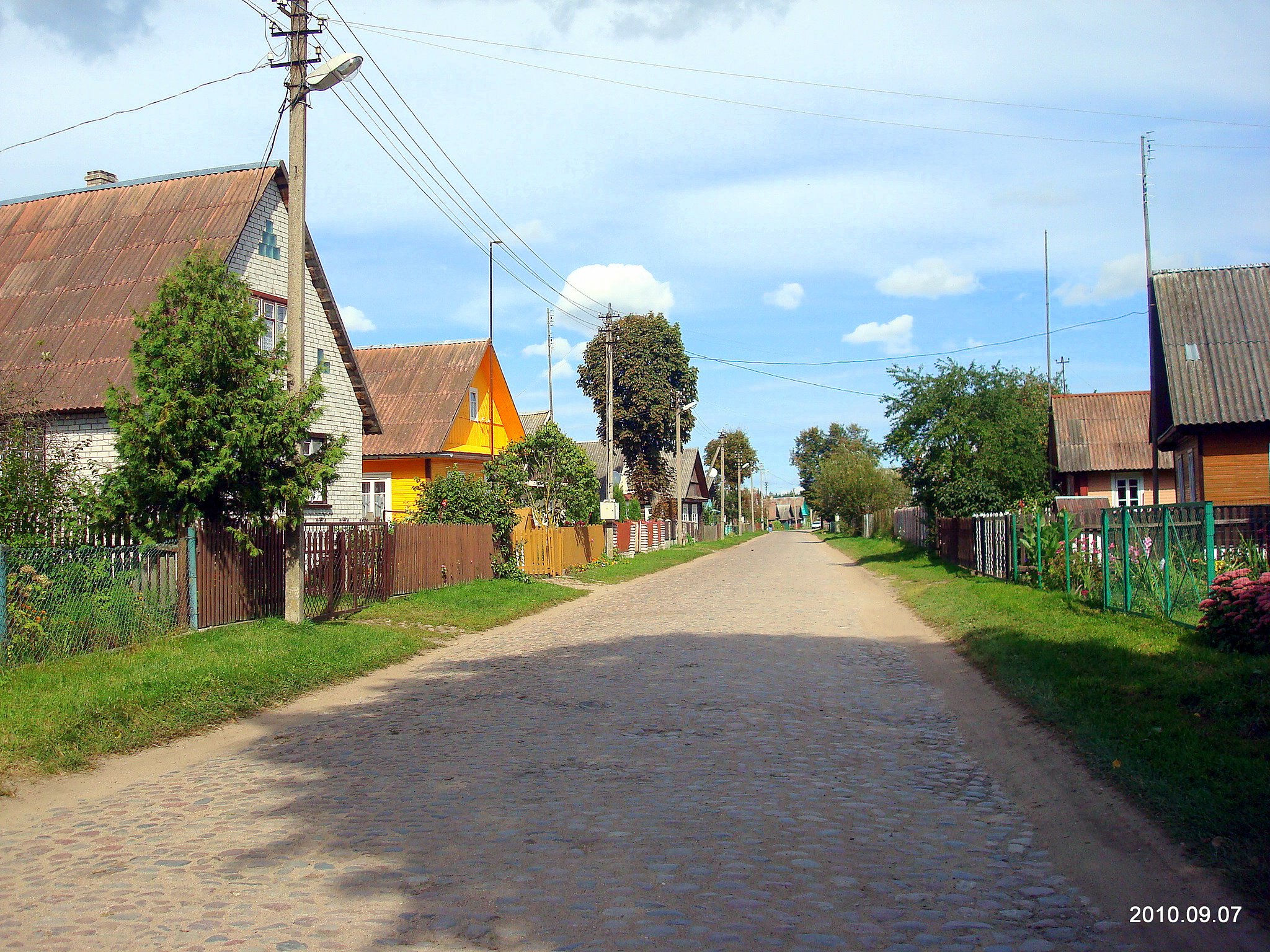
Rūdninkai

Rūdninkai ist ein Dorf in der litauischen Rajongemeinde Šalčininkai, am Ufer der Merkys, an der Landstraße KK176 zwischen Pirčiupiai und Jašiūnai. Das Dorf liegt im Südosten des Landes, etwa 40 km südlich von Vilnius und 30 km von der Grenze zum benachbarten Belarus entfernt, im Bezirk Vilnius in der Dzūkija-Region.

## Truppenübungsplatz
Südlich des Dorfes liegen der Forst Rūdninkai (litauisch: Rūdninkų giria) sowie der Truppenübungsplatz Rūdninkai. Auf dem Truppenübungsplatz sollen ab 2025/26 Teile der deutschen Panzerbrigade 45, neben Teilen bei Rukla, stationiert werden. Seit 2024 wird der Truppenübungsplatz hergerichtet, um die Brigade aufzunehmen.